# Жердь (притока Десни)
Жердь — річка в Україні, у Калинівському й Вінницькому районах Вінницької області, права притока Десни (басейн Південного Бугу).

## Опис
Довжина річки 21 км, похил річки — 2,7 м/км. Утворюється з багатьох безіменних струмків, притоки Золотої та водойм. Сточище — 102 км².

## Розташування
Бере початок на південному сході від Грушківців. Тече переважно на південний схід через Калинівку і у Лісовій Лисіївці впадає у річку Десну, ліву притоку Південного Бугу.
Річку перетинає автомобільна дорога Т 0219
Населені пункти вздовж берегової смуги: Сальник, Прилуцьке.